# Aphyosemion loennbergii
Aphyosemion loennbergii е вид лъчеперка от семейство Nothobranchiidae. Видът не е застрашен от изчезване.

## Разпространение и местообитание
Разпространен е в Камерун.
Обитава сладководни басейни, скалисти дъна на реки и потоци.

## Описание
На дължина достигат до 5 cm.